# Collegio uninominale Toscana - 14
Il collegio elettorale uninominale Toscana - 14 è stato un collegio elettorale uninominale della Repubblica Italiana per l'elezione della Camera tra il 2017 ed il 2022.

## Territorio
Come previsto dalla legge elettorale italiana del 2017, il collegio era stato definito tramite decreto legislativo all'interno della circoscrizione Toscana.
Era formato dal territorio di tutta la provincia di Grosseto e dai comuni di Campo nell'Elba, Capoliveri, Marciana, Marciana Marina, Piombino, Porto Azzurro, Portoferraio e Rio in provincia di Livorno.
Il collegio era parte del collegio plurinominale Toscana - 04.

## Eletti
| Elezione | Elezione | Deputato     | Partito |
| -------- | -------- | ------------ | ------- |
|          | 2018     | Mario Lolini | Lega    |

## Dati elettorali

### XVIII legislatura
Come previsto dalla legge elettorale, 232 deputati erano eletti con sistema a maggioranza relativa in altrettanti collegi uninominali a turno unico.
| Candidati              | Candidati              | Voti    | %     | Liste                           | Voti    | %     |
| ---------------------- | ---------------------- | ------- | ----- | ------------------------------- | ------- | ----- |
|                        | Mario Lolini ✔️ Eletto | 60 331  | 37,09 | Lega                            | 33 714  | 20,73 |
| Forza Italia           | Mario Lolini ✔️ Eletto | 60 331  | 37,09 | 17 450                          | 10,73   |       |
| Fratelli d'Italia      | Mario Lolini ✔️ Eletto | 60 331  | 37,09 | 8 167                           | 5,02    |       |
| Noi con l'Italia - UDC | Mario Lolini ✔️ Eletto | 60 331  | 37,09 | 1 000                           | 0,61    |       |
|                        | Leonardo Marras        | 45 674  | 28,08 | Partito Democratico             | 39 257  | 24,14 |
| +Europa                | Leonardo Marras        | 45 674  | 28,08 | 4 221                           | 2,60    |       |
| Italia Europa Insieme  | Leonardo Marras        | 45 674  | 28,08 | 1 481                           | 0,91    |       |
| Civica Popolare        | Leonardo Marras        | 45 674  | 28,08 | 715                             | 0,44    |       |
|                        | Caterina Orlandi       | 43 434  | 26,70 | Movimento 5 Stelle              | 43 434  | 26,70 |
|                        | Alessandro Brunini     | 5 455   | 3,35  | Liberi e Uguali                 | 5 455   | 3,35  |
|                        | Massimo Cini           | 2 610   | 1,60  | Potere al Popolo!               | 2 610   | 1,60  |
|                        | Gino Tornusciolo       | 2 082   | 1,28  | CasaPound                       | 2 082   | 1,28  |
|                        | Alessandra Salvaterra  | 1 441   | 0,89  | Partito Comunista               | 1 441   | 0,89  |
|                        | Valentina Bucchi       | 748     | 0,46  | Italia agli Italiani            | 748     | 0,46  |
|                        | Manola Finetti         | 518     | 0,32  | Il Popolo della Famiglia        | 518     | 0,32  |
|                        | Alessio Leo            | 351     | 0,22  | Per una Sinistra Rivoluzionaria | 351     | 0,22  |
| Totale                 | Totale                 | 162 644 | 100   |                                 | 162 644 | 100   |
|                        |                        |         |       |                                 |         |       |
| Voti non validi        | Voti non validi        | 5 119   | 3,05  |                                 |         |       |
| Votanti                | Votanti                | 167 763 | 74,87 |                                 |         |       |
| Elettori               | Elettori               | 224 086 |       |                                 |         |       |